# Савин, Евгений Александрович
Евге́ний Алекса́ндрович Са́вин (12 декабря 1949, Новосибирск — 30 июля 2009, Москва) — трубач, видный деятель российской духовой музыки, один из ведущих педагогов, Заслуженный артист РФ (2009), профессор.

## Биография
Обучался в музыкальной школе, где проявил незаурядные способности к исполнительской деятельности. В 1965 году в составе ансамбля был на гастролях в Берлине, где встречался с Л. Армстронгом и получил от него напутствие для занятий джазом.
После окончания средней школы добровольно пошёл служить в Воздушно-десантные войска (1968—1970), прошёл горячие точки того времени — Чехословакию, полуостров Даманский. Получил звание гвардии старшины, был ранен.
Окончил Братское музыкальное училище (1975), после окончания Алма-Атинской консерватории (1980) стажировался в Ленинградской консерватории. Среди его учителей был солист Симфонического оркестра ленинградской филармонии Вениамин Марголин. Во время обучения активно концертировал, был победителем конкурсов исполнителей на духовых инструментах.
После переезда в Москву (1981) работал в ряде симфонических и эстрадно-симфонических оркестров. С 1983 года начал преподавательскую деятельность в различных учебных заведениях города Москвы: музыкальных училищах — 2-м МОМУ («Царицынском»), им. Ипполитова-Иванова, им. Гнесиных, в Государственном музыкальном колледже эстрадного и джазового искусства, в вузах — Высшей школе изящных искусств, Российской Академии музыки им. Гнесиных. С 1993 года работал в Московском государственном университете культуры и искусств, вёл классы трубы, ансамбля, оркестра, исполнительской методики, с 1999 года заведовал кафедрой эстрадных оркестров и ансамблей.
Деятельность Е. А. Савина складывалась в сферах академической, эстрадной и джазовой музыки. Он приглашался для участия в концертах оркестров под управлением Е. А. Мравинского, Г. Н. Рождественского, исполнял солирующие партии в таких сочинениях, как «Озорные частушки» Р. К. Щедрина и Концерт № 1 для фортепиано и трубы с оркестром Д. Д. Шостаковича. Работал в Международном оркестре в Вене под управлением Зубина Меты, успешно гастролировал в Италии, США и других странах. Играл в эстрадно-симфонических оркестрах под управлением Ю. В. Силантьева, А. В. Кальварского и др. Участвовал в джаз-фестивале в Гаване, руководил джазовыми коллективами, в том числе ансамблем «Серебряные трубы» и оркестром «Университет-бэнд». Его деятельность в сфере джаза была высоко оценена такими мастерами, как Уинтон Марсалис, Мейнард Фергюсон, Джеймс Моррисон, Артуро Сандоваль, Валерий Пономарёв.
За время преподавательской деятельности Е. А. Савин подготовил более двухсот учеников, среди которых — более шестидесяти являются лауреатами и дипломантами конкурсов и фестивалей, в том числе международных. Его классы прошли трубачи, которые успешно выступают не только на отечественной, но и на мировой джазовой сцене: Виктор «Арзу» Гусейнов (недоступная ссылка) (недоступная ссылка с 14-06-2016 [3198 дней]), Виталий Головнёв, Александр Сипягин, Вадим Эйленкриг, Вадим Зайдин, Владимир Галактионов, Павел Жулин, Артем Ковальчук, Салман Абуев, Алексей Батыченко, Алексей Еленский, тромбонист Александр Иванец и др.
Е. А. Савин — автор уникальной методики обучения на духовых инструментах. Он приглашался для проведения мастер-классов во многие учебные заведения России и зарубежных стран (Германии, Австралии, Японии, Швейцарии и др.), его деятельность получила международное признание.